# Diakritisches Zeichen
| `˛¨                        | `˛¨                  |
| Diakritische Zeichen       | Diakritische Zeichen |
| Bezeichnung                | Zeichen              |
| -------------------------- | -------------------- |
| Akut, einfach              | ◌́                    |
| Akut, doppelt              | ◌̋                    |
| Breve, darüber             | ◌̆                    |
| Breve, darunter            | ◌̮                    |
| Cedille, darunter          | ◌̧                    |
| Cedille, darüber           | ◌̒                    |
| Gravis, einfach            | ◌̀                    |
| Gravis, doppelt            | ◌̏                    |
| Haken                      | ◌̉                    |
| Hatschek                   | ◌̌                    |
| Horn                       | ◌̛                    |
| Komma, darunter            | ◌̦                    |
| Koronis                    | ◌̓                    |
| Makron, darüber            | ◌̄                    |
| Makron, darunter           | ◌̱                    |
| Mittelpunkt                | ·                    |
| Ogonek                     | ◌̨                    |
| Punkt, darüber             | ◌̇                    |
| Punkt, darunter            | ◌̣                    |
| Querstrich                 | ◌̶                    |
| Ring, darüber              | ◌̊                    |
| Ring, darunter             | ◌̥                    |
| diakritischer Schrägstrich | ◌̷                    |
| Spiritus asper             | ◌̔                    |
| Spiritus lenis             | ◌̓                    |
| Tilde, darüber             | ◌̃                    |
| Tilde, darunter            | ◌̰                    |
| Trema, darüber             | ◌̈                    |
| Trema, darunter            | ◌̤                    |
| Zirkumflex                 | ◌̂                    |

Diakritische Zeichen oder Diakritika (Singular Diakritikum, Diakritikon; zu altgriechisch διακρίνειν diakrinein, deutsch ‚unterscheiden‘) sind an Buchstaben angebrachte kleine Zeichen wie Punkte, Striche, Häkchen, Bögen oder Kreise. Diese zeigen an, dass der Buchstabe in Aussprache oder Betonung, abweicht von einem Buchstaben ohne diese Zeichen. Sie werden dem Buchstaben über- oder untergesetzt, aber auch vor- oder nachgestellt und gehen in einigen Fällen durch den Buchstaben. Das so abgeänderte Zeichen gilt manchmal als derselbe, manchmal als eigenständiger Buchstabe. Die diakritischen Zeichen erlauben die Erweiterung eines Alphabets, ohne dass neue Buchstabenzeichen erfunden werden müssen.

Diverse diakritische Zeichen auf Lateinbuchstaben in Schriftarten Times New Roman (aufrecht und kursiv), Arial, Segoe UI, Linux Libertine, Andron Mega Corpus, Gentium und Andika

Vor allem in den vielen lateinischen Alphabeten sind diakritische Zeichen zu finden, aber auch in der arabischen und hebräischen Schrift sowie in den indischen Schriften; hier dienen sie meist zur Angabe der Vokalisierung. Die Verwendung bestimmter diakritischer Zeichen ist oft auf einzelne oder verwandte Sprachen beschränkt, wodurch sie als Erkennungsmerkmal dieser Sprachen dienen können. Diakritische Zeichen werden auch in wissenschaftlichen Transliterationssystemen und im Internationalen Phonetischen Alphabet verwendet.
Ein und dasselbe diakritische Zeichen kann in verschiedenen Sprachen unterschiedliche Funktion haben. Auch variiert mitunter das Aussehen der diakritischen Zeichen. So kann im Altgriechischen der Zirkumflex, die Perispomene, auch ~ geschrieben werden.
Nicht alle Schriften verwenden zur Erweiterung des Alphabets diakritische Zeichen. In unterschiedlichen Schriften werden manche Laute mit eigenständigen Buchstaben geschrieben, die in anderen Schriften mit Diakritika oder Digraphen dargestellt werden müssen, z. B. in der kyrillischen Schrift eigenständige Buchstaben für viele Laute, die in Sprachen mit Lateinschrift durch diakritische Zeichen wiedergegeben werden, etwa ш für den Laut [⁠ʃ⁠] und ж für den Laut [⁠ʒ⁠], in anderen Sprachen š bzw. ž geschrieben.

## Diakritische Zeichen im Deutschen
Im deutschen Alphabet gibt es als diakritische Zeichen lediglich die Umlaut-Punkte (in ä, ö, ü). Die deutschen Umlautpunkte entstanden aus einem über a, o oder u geschriebenen kleinen e (siehe dazu Herkunft der Umlautbuchstaben). Sie zeigen eine von den Basisbuchstaben a, o, u abweichende Lautung an, die mit einer ganz anderen Bedeutung verbunden sein kann (z. B. sagen – sägen). Deshalb werden die Umlaute im Deutschen als eigenständige Buchstaben aufgefasst und haben eigene Namen: Ä [⁠ɛː⁠], Ö [⁠øː⁠], Ü [⁠yː⁠]. Die Umlaute können aber auch als Ablaut auftreten (z. B. Hand – Hände).
Ä, Ö, Ü haben keinen festen Platz im Alphabet. Bei einer Auflistung des Alphabets werden sie meistens am Ende aufgeführt, zusammen mit ß. Bei der alphabetischen Sortierung von Wörtern und Namen werden sie anders eingeordnet:
- wie A, O und U in einigen Lexika und Wörterbüchern;
- wie Ae, Oe und Ue in einigen Lexika und Wörterbüchern sowie in Namenslisten (zum Beispiel Telefonbüchern) in Deutschland;
- nach Az, Oz, Uz in Namenslisten in Österreich.

In Fremdwörtern und Namen kommen weitere diakritische Zeichen vor, darunter das Trema. Es sieht genauso aus wie Umlautpunkte, hat aber eine andere Funktion: Es zeigt zum Beispiel in Citroën die getrennte Aussprache der Vokale o und e an. Auch das aus dem Französischen kommende Wort à (Kaufmannssprache: pro, je etc.) enthält ein Diakritikum: ` (Gravis).

## Diakritische Zeichen des lateinischen Schriftsystems
Diakritische Zeichen haben in verschiedenen Sprachen oft unterschiedliche Funktionen, siehe dazu die Artikel zur jeweiligen Sprache.
- Akut (Aufwärtsakzent,[2] wie in é)
- Bogendachakzent[3] (wie in ȃ)
- Breve (Brevis, Halbkreis, Bogenakzent,[2] wie in ă; runde Form)
- Breve unterhalb (Unterbogenakzent,[3] wie in ḫ)
- Cédille (Zedille, Cedilla [span.: „kleines z“], Hakenstrich,[2] wie in ç)
- übergesetzte Cédille (übergesetztes Komma, der Form nach wie ein übergesetztes einfaches schließendes deutsches Anführungszeichen, im Lettischen eine allografische Variante der Cédille, wie in ģ)
- Doppelakut (Doppelaufwärtsakzent,[2] wie in ő) und Doppelgravis (Doppelabwärtsakzent,[3] wie in ȁ)
- Gravis (Abwärtsakzent,[2] wie in è)
- Haken (vietnamesisch: dấu hỏi, Vietnam-Haken,[2] wie in ả, ủ, ỷ)
- Hatschek (Háček, Mäkkčeň, Caron, Häkchen, Winkelakzent,[2] wie in č, ř, š, ž; spitze Form; im Tschechischen/Slowakischen bei Kleinbuchstaben mit Oberlänge allografisch wie Apostroph: ď, ť)
- Horn (Vietnam-Horn,[2] wie in ơ)
- Makron (Querstrich, Balken, Längestrich, (kurzer) Überstrich,[2] wie in ā)
- Mittelpunkt (Halbhochpunkt,[4] wie in l·l)
- Ogonek (Nasalhaken, Krummhaken,[2] wie in ę)
- Ringakzent[2] (Ring, Kringel, Kreisakzent, Kroužek, wie in tschechisch ů und dänisch/norwegisch/schwedisch å)
- Schrägstrich (wie in ø, ł)
- Tilde[2] (wie in ñ)
- Trema (Diäresezeichen, Zweipunktakzent,[2] wie in ë; in Unicode auch Umlautzeichen wie in ä, ö, ü)
- Überpunkt[2] (Punkt oberhalb, wie in ż)
- Unterkomma[2] (rumänisch, nicht identisch mit der Cédille: wie in ș, ț)
- Unterpunktakzent[2] (Punkt unterhalb, wie in ḍ, ṭ)
- Unterstrichakzent[2] (Makron unterhalb, wie in a)
- Zirkumflex (Dachakzent,[2] wie in â, ê, î)

## Diakritische Zeichen in der Datenverarbeitung

### Eingabe
Auf Schreibmaschinen verursachen diakritische Zeichen keinen Zeichenvorschub, der Wagen bleibt stehen, dann wird der Basisbuchstabe eingegeben. Diese Eingabefolge ist darin begründet, dass die umgekehrte Reihenfolge mit unverhältnismäßigem mechanischem Aufwand verbunden wäre.
Dies wurde bei Computertastaturen für die in der jeweiligen Sprache gebräuchlichen diakritischen Zeichen meist beibehalten, um den Umstieg von der Schreibmaschine auf den Computer zu erleichtern. Da beim Anschlag von Akzenttasten (wie z. B. ^, ¨, °, ~, `, ´) zunächst keine Anzeige erfolgt, werden diese bisweilen als „Tottasten, tote Tasten“ oder dead keys (englisch) bezeichnet. Für die Ausgabe alleinstehender diakritischer Zeichen empfiehlt der Unicode-Standard als vorangestelltes Basiszeichen das geschützte Leerzeichen (Unicode U+00A0), z. B.  ´ (freistehender Akut), dargestellt durch U+00A0 U+00B4.
Viele Sonderzeichen können unter Microsoft Windows auch über Alt+<dreistellige Zahl auf der Zifferntastatur> eingegeben werden. Die dreistellige Dezimalzahl entspricht der Nummer der ISO 8859-1-Zeichen; gleiches ist mit vierstelligen Unicode-Zahlen möglich. Die Verfügbarkeit hängt jedoch von der Software ab, neben dem Betriebssystem auch vom Tastaturtreiber und Programmen zur Eingabehilfe; siehe Eingabemethode.
Eine andere Eingabemethode verwendet eine Kompositionstaste (engl.: compose, multi-key), so kann beispielsweise auf einer englischen Tastatur ein ä durch die aufeinander folgende Betätigung der Tasten Comp " a erzeugt werden. Diese Eingabemethode ist der Standard unter vielen GNU/Linux Systemen.

### Unicode
Der Unicode-Standard schreibt die folgende Reihenfolge vor: zuerst der Basisbuchstabe, dann das diakritische Zeichen.
In vielen Sprachen und mehr noch in sprachwissenschaftlichen Texten ist das „Stapeln“ von diakritischen Zeichen üblich. Der Unicode-Standard sieht vor, dass mehrere diakritische Zeichen in der Reihenfolge ihrer Nennung von innen, d. h. direkt am Basiszeichen, nach außen, vom Basiszeichen weg, an das Basiszeichen angefügt werden.
Konkrete Unicode-Schriften und -Software unterstützen das Stapeln beliebiger Diakritika in unterschiedlichem Umfang. Es bedarf hierzu fortgeschrittener Schrifttechniken wie OpenType, AAT oder Graphite.